# دهستان یکانات
دهستان یکانات یکی از دهستان‌های استان آذربایجان شرقی است که در بخش یامچی شهرستان مرند واقع شده‌است.